# Coxilha
Coxilha is een gemeente in de Braziliaanse deelstaat Rio Grande do Sul. De gemeente telt 2.997 inwoners (schatting 2009).